# Čelkova Lehota
Čelkova Lehota (in ungherese Cselkószabadja) è un comune della Slovacchia facente parte del distretto di Považská Bystrica, nella regione di Trenčín.